# Lusambo (territoire)
Le Territoire de Lusambo est une entité déconcentrée de la province du Sankuru en république démocratique du Congo. Il a pour chef-lieu Mpanya-Mutombo.

## Géographie
Le territoire de Lusambo s'étend au sud de la province de Sankuru.

## Secteurs
Le territoire de Lusambo est organisé en 8 secteurs,.
Secteur Basonge, constitué de 7 groupements : Ba Elembe, Badingala, Bakitenge, Bapambue, Bena Kusama, Kingombe, Tshikwasa. 
Secteur Batetela, constitué de 11 groupements : Akaya, Bena Koyi, Djando, Kambulanga, Kapula, Lukala Ntange, Malela, Mama Lukala, Mulosa, Shilu, Tubundji.
Secteur EKM, Entre Kunduye Maalaba, constitué de 6 groupements : Bakaya Badindji, Bakwa Mputu, Bakwa Muledi, Bakwa-Ngoie, Bashi Inkongo, Mbumba.
Secteur ELK, Entre Lubi Kunduye, constitué de 5 groupements : Bana Bankundu, Bena Kapele, Bena Lupula, Bena Tshilumbu, Mamba Mpata.
Secteur Kashindi, constitué de 8 groupements : Bakwa Longo, Baluba Kashindi, Bena Mbala, Nonotshi I, Nonotshi II, Nonotshi III, Tembwe I, Tembwe II.
Secteur Lubi, constitué de 5 groupements : Bakwa Bumba I, Bakwa Bumba II, Bakwa Kabola, Bena Katshiabala, Bena Malembe.
Secteur Mpania-Mutombo, constitué de 6 groupements : Babembele, Bakwa Nkoto, Balela Kananga, Basanga, Bashike, Batetela Lukondola.
Secteur Sankuru, constitué de 7 groupements : Bakuba Bashi Ngondo, Bakwa Nyanga, Bakwa-Bashilambwa, Bapambue, Bena Mpunga, Lutoka, Yanduyi.

## Éducation
L'enseignement est assuré par 107 écoles primaires et 46 écoles secondaires.
Le territoire de Lusambo compte 1 université et 2 instituts d’enseignement supérieur :
- Université de Lusambo, (public)
- Institut Supérieur de Techniques médicales de Lusambo, (public)
- Institut Supérieur Pédagogique et Technique, ISPT (privé)